# Певцы
Певцы́ (укр. Півці) — село, входит в Кагарлыкский район Киевской области Украины.
Население по переписи 2001 года составляло 414 человека. На данный момент (2019 год) население составляет 241 человек. Почтовый индекс — 09251. Телефонный код — 4573. Занимает площадь 3,121 км². Код КОАТУУ — 3222286401. 

## Местный совет
Село Певцы — административный центр Певецкого сельского совета.
Адрес местного совета: 09251, Киевская обл., Кагарлыкский р-н, с. Певцы, ул. Ленина, 9.